# Mimudea lividalis
Mimudea lividalis là một loài bướm đêm trong họ Crambidae.